# Contea di Wabaunsee
La contea di Wabaunsee in inglese Wabaunsee County è una contea dello Stato del Kansas, negli Stati Uniti. La popolazione al censimento del 2000 era di 6 885 abitanti. Il capoluogo di contea è Alma.

## Geografia antropica

### Suddivisioni amministrative

#### Città

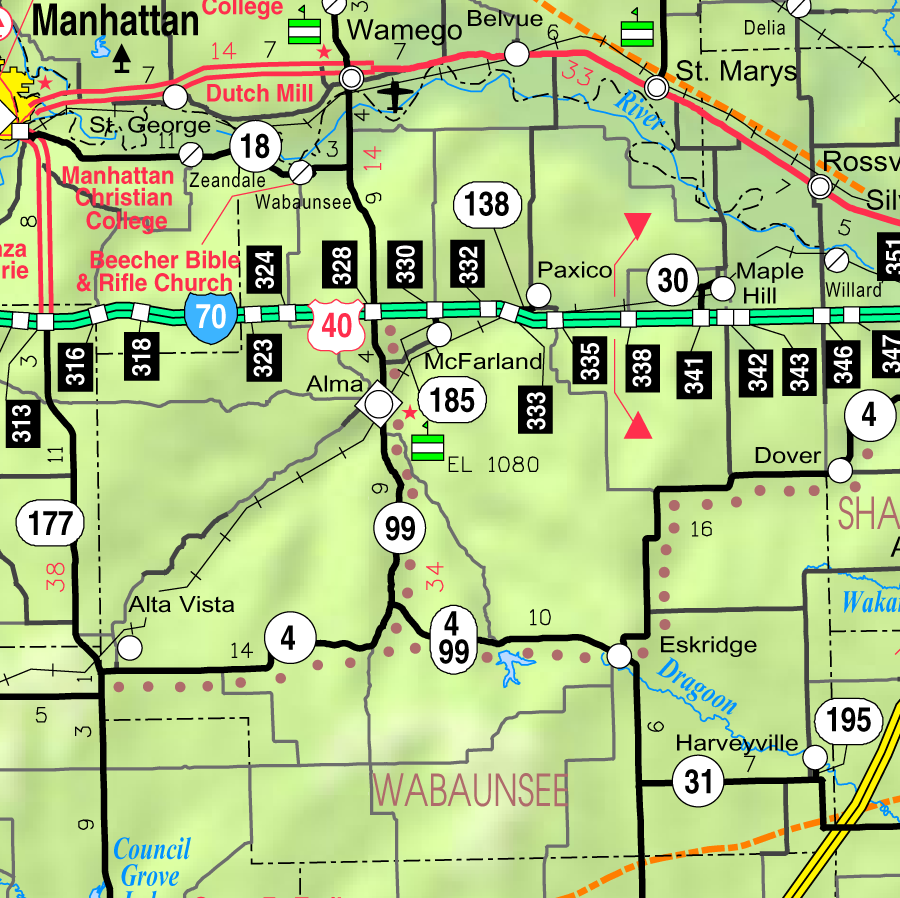
2005 KDOT Map of Wabaunsee County from KDOT (map legend)

- Alma
- Alta Vista
- Eskridge
- Harveyville
- Maple Hill
- McFarland
- Paxico
- St. Marys (porzione)
- Willard (porzione)

#### Unincorporated communities
- Newbury
- Wabaunsee
- Keene

#### Ghost town
- Vera

#### Townships
La contea di Wabaunsee è divisa in tredici townships. Nessuna delle città all'interno della contea è considerata governativamente indipendente e tutte le cifre relative alle townships includono quelle delle città.
Nella tabella seguente, il centro abitato è la città (o le città) più grande inclusa nel totale della popolazione di quel comune, se di dimensioni significative.